# بلال محمدي
بلال محمدي (مواليد 27 يناير 1992) هو ملاكم تونسي، مثّل بلاده في الألعاب الأولمبية الصيفية 2016.

## روابط خارجية
بلال محمدي على موقع بوكس ريك (الإنجليزية) (registration required)
- بلال محمدي على موقع اللجنة الأولمبية الدولية (الإنجليزية)
- بلال محمدي على موقع أوليمبيديا (الإنجليزية)